# 4-я Жерновская улица
4-я Жерно́вская улица — упразднённая улица, располагавшаяся в Красногвардейском районе Санкт-Петербурга. Примыкала к улице Коммуны с запада между 3-й Жерновской улицей и современным Ириновским проспектом. Протяжённость составляла 120 м.

## История
Была названа по деревне Жерновка (упразднена в результате застройки района Ржевка-Пороховые), в сторону которой вела улица. С конца XIX века до 1956 года улица носила название 4-я линия.

## Здания и сооружения
- производственные сооружения
- жилые дома

## Транспорт
- Платформы: Раздельный пост (2330 м), Ржевка (2520 м), Заневский Пост (2430 м)

На пересечении с улицей Коммуны:
- Автобусные социальные маршруты (городские): № 30, 37, 102, 103, 124, 153.
- Автобусные социальные маршруты (пригородные): № 492, 534.
- Автобусные коммерческие маршруты: К430, 530.

## Пересечения
- улица Коммуны

## Интересные факты
По адресу 195030, 4-я Жерновская ул., 11 долгое время[когда?]

 значился отдел милиции № 26 (сейчас Ириновский пр, 46).